# Action Cycling Team/Saison 2010
Dieser Artikel listet Erfolge und Mannschaft des Radsportteams Action in der Saison 2010 auf.

## Erfolge in der Continental Tour
In der Saison 2010 wurden folgende Erfolge in der Continental Tour erzielt.
| Datum        | Rennen                                 | Kat. | Fahrer        |
| ------------ | -------------------------------------- | ---- | ------------- |
| 5. September | Taiwanesischer Meister – Straßenrennen | NC   | Chun Kai Feng |

## Mannschaft
| Name             | Geburtstag         | Nationalität      | Team 2009 |
| ---------------- | ------------------ | ----------------- | --------- |
| Chien Ting Chen  | 12. Oktober 1987   | Chinesisch Taipeh | Neoprofi  |
| Ssu Han Chiang   | 29. September 1989 | Chinesisch Taipeh | Neoprofi  |
| Po Hao Fang      | 24. März 1990      | Chinesisch Taipeh | Neoprofi  |
| Chun Kai Feng    | 2. November 1988   | Chinesisch Taipeh | Neoprofi  |
| Shih Hsin Hsiao  | 3. April 1990      | Chinesisch Taipeh | Neoprofi  |
| Shih Chang Huang | 12. November 1988  | Chinesisch Taipeh | Neoprofi  |
| Wei Cheng Lee    | 3. Juli 1985       | Chinesisch Taipeh | Neoprofi  |
| Kun Hung Lin     | 30. August 1981    | Chinesisch Taipeh | Neoprofi  |
| Wei Chieh Liu    | 25. Mai 1988       | Chinesisch Taipeh | Neoprofi  |
| Chun Liang Pan   | 17. September 1991 | Chinesisch Taipeh | Neoprofi  |
| Chung Yu Tsai    | 28. September 1988 | Chinesisch Taipeh | Neoprofi  |